# كاريسا (إماثيا)
كاريسا (Χαρίεσσα) هي مدينة في إيماثيا في مقاطعة فوريا إلادا في اليونان.